# 北海道札幌平岡高等学校
北海道札幌平岡高等学校（ほっかいどうさっぽろひらおかこうとうがっこう、Hokkaido Sapporo Hiraoka High School）は、北海道札幌市清田区にある公立（道立）の高等学校である。全日制普通科。

## 沿革
- 1987年 - 開校
- 2009年 - フィールド制導入

## 著名な出身者
- 秋元貴秀 - 俳優
- 村林優樹 - 研究者
- ガンビーノ小林 - お笑い芸人、俳優、たけし軍団所属